# Громові сили
«Громові сили» (англ. Thunder Force) — американський комедійний фільм про супергероїв, написаний і зрежисований Беном Фальконе, у головних ролях — Мелісса Маккарті, Октавія Спенсер, Джейсон Бейтман, Боббі Каннавале, Пом Клементьєв, Кевін Данн і Мелісса Лео. Це вже п'ята співпраця Маккарті та її чоловіка Фальконе. Фільм вийшов на Netflix 9 квітня 2021 року.

## Сюжет
У світі, який тероризують суперзлодії, жінка-науковиця Емілі Стентон (Октавія Спенсер) розробила процес надання суперсили звичайним людям. Її колишня подруга Лідія (Мелісса Маккарті) випадково отримує надзвичайні здібності і тепер дві жінки повинні стати першою командою супергероїв. Тож від Громових сил залежить боротьба із надпотужними Негідниками та порятунок Чикаго від лап Короля (Боббі Каннавале).

## Акторський склад
- Октавія Спенсер — Емілі Стентон
- Мелісса Маккарті — Лідія Берман
- Джейсон Бейтман — Краб[2]
- Боббі Каннавале — Вільям Стівенс
- Марселла Лоуері — Норма
- Тейлор Мосбі — Трейсі
- Мелісса Лео — Еллі[3]
- Кевін Данн — Френк
- Пом Клементьєв — Лазер
- Меліса Понціо — Рейчел Ґонсалес
- Нейт Гітпас — Волтер
- Бен Фальконе — Кенні
- Джевон Вайт — Ендрю
- Девід Сторс — Ендрю (грабіжник 2)
- Мікія Джетер — мама Емілі
- Брія Даніелла — мала Емілі
- Стів Меллорі — Містер Емерсон
- Тай Лешаун — Емілі-підліток
- Сара Бейкер — Сара
- Міа Каплан — Лідія-підліток
- Вівіан Фальконе — Емілі-підліток
- Даніеле Гейтер — асистентка Рейчел
- Тайрел Джексон Вільямс — Джессі[4]
- Шеррелл Губбард — Диктор новин
- Ісаак Хьюз — Тоні
- Джексон Діппель — Вейн
- Брендан Дженнінгс — Клайд

## Український дубляж
- Ольга Радчук — Емілі Стентон
- Олена Узлюк — Лідія Берман
- Андрій Твердак — Краб
- Борис Георгієвський — Вільям Стівенс
- Наталя Надірадзе — Норма
- Вікторія Левченко — Трейсі, мала Емілі, Емілі-підліток
- Людмила Чиншева — Еллі
- Євген Пашин — Френк
- Оксана Гринько — Лазер
- Вікторія Сичова — Рейчел Ґонсалес
- Володимир Терещук — Волтер, Кенні
- Дмитро Терещук — Ендрю, Містер Емерсон
- Олександр Шевчук — Ендрю (грабіжник 2), Диктор новин
- Анастасія Павленко — мама Емілі
- Ганна Соболєва — Лідія-підліток, Емілі-підліток
- Юлія Шаповал — асистентка Рейчел
- Андрій Федінчик — Джессі
- Кирило Татарченко — Тоні
- Демьян Шиян — Вейн
- Андрій Соболєв — Клайд
- А також: Тетяна Руда, Сергій Ладєсов, Юлія Малахова

Фільм дубльовано студією «Так Треба Продакшн» на замовлення компанії «Netflix» у 2021 році.
- Перекладач — Юлія Почінок
- Режисер дубляжу — Олена Бліннікова
- Звукорежисер — Сергій Ваніфатьєв
- Менеджер проєкту — Ольга Чернявська

## Виробництво
29 березня 2019 року повідомлялося, що Netflix дав зелене світло супергеройському комедійному фільму під назвою «Громові сили». Сценаристом і режисером фільму став Бен Фальконе, а головні ролі дістались Мелісі Маккарті та Октавії Спенсер.
Основні зйомки фільму розпочалися 25 вересня 2019 року в Атланті, штат Джорджія і були завершені 10 грудня 2019 року